# Холстон
Рой Холстон Фроуик (англ. Roy Halston Frowick, 23 апреля 1932[…], Де-Мойн — 26 марта 1990[…], Сан-Франциско, Калифорния[…]), известный мононимно как Хо́лстон — американский модельер, получивший мировую известность в 1970-х годах.
Его минималистские работы, часто выполненные из кашемира или ультразамши, стали новым явлением на дискотеках середины 1970-х годов и переопределили американскую моду. Холстон был известен тем, что создал расслабленный городской стиль одежды для американских женщин. Его часто фотографировали в Studio 54 с его близкими друзьями Лайзой Минелли, Бьянкой Джаггер, Джо Юлой и Энди Уорхолом.
В начале 1950-х годов, учась в Школе искусств института Чикаго, Холстон начал заниматься дизайном и изготовлением женских шляп. Он приобрел известных клиентов и в 1957 году открыл магазин на Магнифисент-Майл в Чикаго. Позже он стал главным модельером элитного нью-йоркского универмага Bergdorf Goodman. Его слава возросла, когда он разработал дизайн шляпы-таблетки, которую Жаклин Кеннеди надела на инаугурацию своего мужа, президента Джона Ф. Кеннеди, в 1961 году. В конце 1960-х годов Холстон перешел на женскую одежду, открыв бутик на Мэдисон-авеню в Нью-Йорке и запустив линию прет-а-порте. В 1980-х годах после нескольких непродуманных деловых решений Холстон потерял контроль над своим домом моды. Он умер от рака, вызванного СПИДом, в 1990 году в возрасте 57 лет.

## Ранняя жизнь
Рой Холстон Фровик родился 23 апреля 1932 года в Де-Мойне, Айова, вторым сыном американского бухгалтера норвежского происхождения Джеймса Эдварда Фровика и его жены Хэлли Мэй (урожденной Холмс). Холстон рано заинтересовался шитьем и начал создавать шляпы и переделывать одежду для своей матери и сестры. Он вырос в Де-Мойне, а в возрасте десяти лет переехал в Эвансвилл, Индиана. В 1950 году он окончил среднюю школу Бенджамина Босса. Он недолго учился в Университете Индианы, а затем поступил в Школу Чикагского института искусств.

## Карьера

### Ранние годы
В 1952 году Холстон переехал в Чикаго, где поступил на вечерние курсы в Школу Чикагского института искусств и работал оформителем витрин. В 1953 году он открыл шляпный бизнес. Его первой клиенткой стала радиоактриса и комедиантка Фрэн Эллисон. Шляпы Холстона также покупали Ким Новак, Глория Свенсон, Дебора Керр и Хедда Хоппер.
Первый большой успех пришел к Холстону, когда газета Chicago Daily News опубликовала небольшую статью о его шляпах. В 1957 году он открыл свой первый магазин на Северной Мичиган-авеню. Именно в это время он начал использовать имя «Холстон». В детстве его называли Холстоном, чтобы отличать себя от дяди Роя. Холстон переехал в Нью-Йорк в конце 1957 года и сначала работал у модистки Лилли Даше. Через год он стал содизайнером Даше, познакомился с несколькими редакторами и издателями мира моды и покинул студию Даше, чтобы стать главным модистом универмага Bergdorf Goodman.

### Популярность

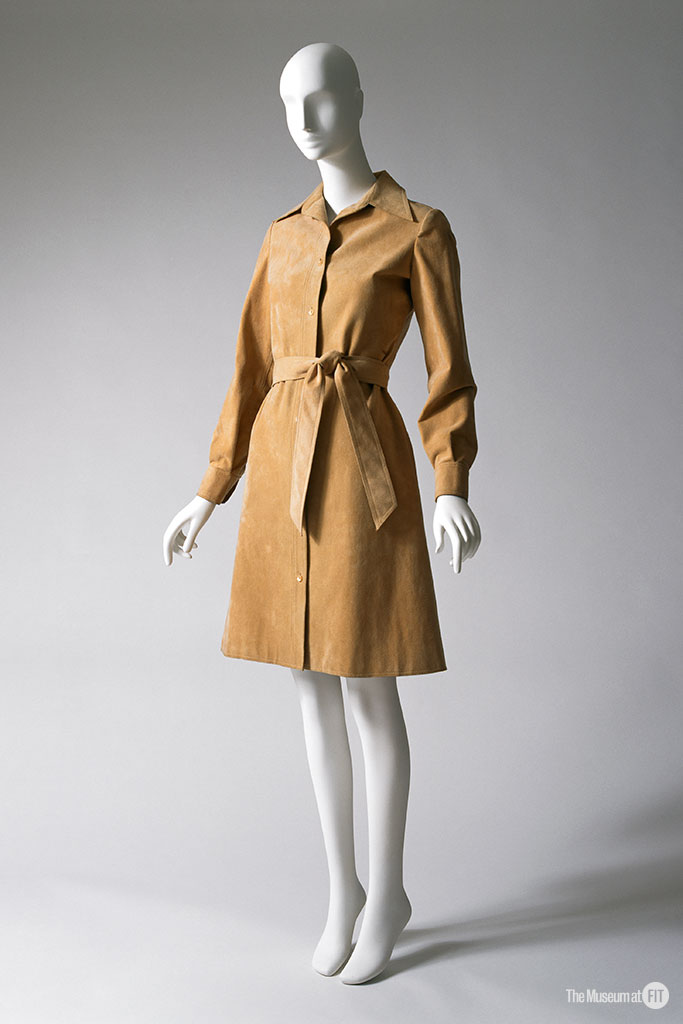
Платье-рубашка из ультразамши от Холстона, 1972

Холстон добился большой славы после того, как разработал дизайн шляпы-таблетки, которую Жаклин Кеннеди надела на президентскую инаугурацию своего мужа в 1961 году, а когда он перешел к созданию женской одежды, Newsweek назвал его «главным модельером Америки». Когда шляпы вышли из моды, Холстон перешел к дизайну одежды, что стало возможным благодаря Эстель Марш, миллионерше из Амарилло, Техас. Миссис Марш была его единственным финансовым спонсором в этот период развития. Он открыл свой первый бутик на Мэдисон-авеню в 1968 году. Коллекция того года включала свадебное платье из темно-нефритового бархата для руководителя рекламного отдела Мэри Уэллс Лоуренс. Лоуренс была замужем за генеральным директором компании Braniff International Airways Хардингом Лоуренсом. Она сыграла важную роль в привлечении Холстона в Braniff в 1976 году для разработки дизайна униформы стюардесс, пилотов, билетных агентов и наземного персонала.
В 1969 году Холстон запустил свою первую линию прет-а-порте — Halston Limited. Дизайн Холстона обычно был простым, минималистичным, но в то же время изысканным, гламурным и удобным одновременно. Холстон любил использовать мягкие, роскошные ткани, такие как шелк и шифон. Позже он сказал Vogue, что избавился от «всех лишних деталей, которые не работали — бантов, которые не завязывались, пуговиц и молний, которые не застегивались. Я всегда ненавидел то, что не работает».
Холстон изменил приталенный силуэт и показал форму женского тела, позволив естественному течению ткани создать свою собственную форму. Холстон говорил: «Брюки дают женщинам свободу передвижения, которой у них никогда не было раньше. Им не нужно беспокоиться о том, чтобы сесть на низкую мебель или в низкий спортивный автомобиль. Брюки останутся с нами на долгие годы — возможно, навсегда».
В бутик Холстона обращались такие знаменитости, как Грета Гарбо, Бейб Пейли, Анжелика Хьюстон, Джин Тирни, Лорен Бэколл, Марго Хемингуэй, Элизабет Тейлор, Бьянка Джаггер и близкая подруга Холстона — Лайза Минелли. С 1968 по 1973 год его линия заработала примерно 30 миллионов долларов. В 1973 году Холстон продал свою линию Norton Simon, Inc. за 16 миллионов долларов, но остался её главным дизайнером. Это позволило ему получить творческий контроль и практически неограниченную финансовую поддержку. В 1975 году компания Max Factor выпустила первый одноименный аромат Холстона для женщин. К 1977 году продажи этого парфюма составили 85 миллионов долларов. В течение 1970-х годов Холстон расширил свою линию, включив в нее мужскую одежду, багаж, сумки, нижнее и постельное белье. Vogue позже отметил, что Холстон несет ответственность за популяризацию кафтанов, матовых платьев из джерси и полиуретана в американской моде.

### Поздние годы
В 1983 году компания Halston подписала шестилетнее лицензионное соглашение с сетью розничной торговли J. C. Penney на сумму 1 миллиард долларов. Линия, названная Halston III, состояла из доступной одежды, аксессуаров, косметики и парфюмерии стоимостью от 24 до 200 долларов. В то время этот шаг считался спорным, так как ни один модельер высокого класса никогда не лицензировал свой дизайн сетевому розничному магазину средней ценовой категории. Хотя Холстон был рад сделке и считал, что это только расширит его бренд, сделка повредила его имиджу среди продавцов модной одежды высокого класса, которые считали, что его имя «подешевело». Bergdorf Goodman снял линию Halston Limited из своего магазина вскоре после объявления планов по созданию Halston III. Линия Halston III для J. C. Penney была принята плохо и в конечном итоге была снята с производства, однако это открыло путь для других дизайнеров высокого класса в магазины разного ценового уровня.
В 1983 году компания Halston Limited, принадлежавшая Norton Simon, Inc, была приобретена Esmark Inc. После этого приобретения Холстон начал терять контроль над своей компанией. По мере того, как лейбл переходил из рук в руки (им владели Playtex International, Beatrice Foods и еще четыре компании), Холстон продолжал терять контроль и к 1984 году ему было запрещено создавать дизайны для Halston Enterprises. Путем затяжных переговоров Холстон пытался выкупить свою компанию. В конце концов, Halston Enterprises была приобретена Revlon в 1986 году. Холстон получал зарплату от Revlon, но перестал создавать одежду для компании, однако продолжал создавать одежду для семьи и друзей, в частности, для Лайзы Минелли и Марты Грэм. После истечения срока контракта с Revlon он вел переговоры о подписании нового контракта, но прекратил переговоры после того, как узнал, что Revlon планирует продолжить линию без его участия. Линия продолжалась с различными дизайнерами до 1990 года, когда Revlon прекратил выпуск одежды, но продолжил продавать духи Halston. 
После смерти Холстона бренд переживал трудные времена, меняя владельцев. В 1999 году, на волне интереса к минимализму, Halston был возрождён. Ароматы Halston Classic и Z-14 перевыпустили в новых флаконах. В 2009 году появилась линия Halston Heritage, основанная на архивных дизайнах. В 2010 году креативным директором стала Сара Джессика Паркер, чья роль в «Сексе в большом городе» сделала её иконой стиля. Несмотря на усилия, бренд не вернул былой славы.

## Личная жизнь
Постоянным любовником Холстона был художник венесуэльского происхождения Виктор Гюго. Они познакомились, когда Гюго работал визажистом в 1972 году. У них завязались отношения и Гюго периодически жил в доме Холстона. Вскоре Холстон нанял Гюго на работу в качестве оформителя витрин. Их отношения длились чуть более десяти лет.
Согласно The New York Times, у Холстона был роман с модельером Луисом Эстевесом.

## Смерть
В 1988 году Холстон сдал положительный анализ на ВИЧ. После того, как его здоровье стало ухудшаться, он переехал в Сан-Франциско, где за ним ухаживала семья. 26 марта 1990 года он умер от саркомы Капоши, болезни, вызванной СПИДом. Его останки были кремированы.

## Память
По словам модного критика Робина Гивхана, когда Том Форд перезапускал Gucci и Yves Saint Laurent в конце 1990-х годов, он нашел вдохновение в блестящем гламуре Halston: «Когда Форд пришёл в Yves Saint Laurent в 1999 году, он приложил все усилия, чтобы изучить историю этого дома. Но его работы продолжали демонстрировать развязный стиль, который напоминал о лучших работах Холстона».
14 мая 2021 года состоялась премьера мини-сериала «Холстон» от Netflix, основанном на книге «Просто Холстон» Стивена Гейнса. Роль модельера исполнил Юэн Макгрегор.